# Nelipino
Nelipino (ukr. Неліпіно, ros. Нелепино) – przystanek kolejowy w miejscowości Nelipyno, w rejonie swalawskim, w obwodzie zakarpackim, na Ukrainie. Leży na linii Lwów – Stryj – Batiowo – Czop.